# وازدویه
وازدویه (به لاتین: Łazdoje) یک روستا در لهستان است که در گمینا کنتژن واقع شده‌است. وازدویه ۳۷۲ نفر جمعیت دارد.